# Alvar Thiel
Alvar Thiel (Stoccolma, 23 febbraio 1893 – Farsta, 1º ottobre 1973) è stato un velista svedese, vincitore della medaglia d'argento ai Giochi olimpici di Stoccolma 1912 nella classe 8 metri a bordo dell'imbarcazione chiamata Sans Atout insieme a Emil Henriques, Herbert Westermark, Nils Westermark e Bengt Heyman.

## Palmarès
- Giochi olimpici

Stoccolma 1912: argento nella classe 8 metri.